# エリクソン・ダンソ
エリクソン・ダンソ（Erixon Danso、1989年7月22日 - ）は、オランダ（アルバ含む）とガーナのサッカー選手。アルバ代表。ポジションはMF。

## クラブ歴
オランダの首都、アムステルダムに生まれたものの、血筋をガーナに持つためにガーナの国籍も有している。ユース年代にはアヤックス・アムステルダムの下部組織に在籍した後FCユトレヒトの下部組織に入団、同クラブでトップチームに昇格し選手デビューとなった。2009年4月19日のSCヘーレンフェーン戦で初出場、2010年4月18日のスパルタ・ロッテルダム戦で初得点を挙げた。
その後、スペインのオリウエラCF、バレンシアCFのリザーブチームであるバレンシアCF・メスタージャに所属した後、FCドルトレヒトに移籍した。
2015年にはサファー・ベイルートSCに在籍した後、7月1日に自由契約でFCエメンに移籍した。
2016年夏、ウクライナのFKスタル・カーミヤンシケに移籍した。
2017年2月にはノルウェーのFKイェルフ、2018年には同じくノルウェーのサンドネス・ウルフに移籍した。

## 代表歴
代表としてはオランダ領アルバの代表として2015年から出場している。初出場となったのは6月10日の2018 FIFAワールドカップ・北中米カリブ海2次予選のバルバドス代表戦で彼はこの試合でイエローカードを提示された。その後、9月8日に行われた2018 FIFAワールドカップ・北中米カリブ海3次予選のセントビンセント・グレナディーン代表戦で初得点、この試合で2得点した彼は2-1の勝利を齎した。しかし、2戦合計で2-3と僅かに及ばず、アルバ代表は3次予選敗退となった。